# Passgesetze
Die als Passgesetze (englisch: Pass Laws) bezeichneten Rechtsvorschriften in Südafrika und Nachbarstaaten dienten vor und während der Apartheid zur Überwachung und als Lenkungsinstrumente innerhalb der schwarzen arbeitsfähigen Bevölkerung. Einen wichtigen Eckpunkt im Geflecht diesbezüglich einschränkender Vorschriften bildete der 1923 erlassene Native Urban Areas Act. Die Fagan-Kommission beschrieb 1948 den Begriff „Pass“ in Hinsicht auf seine Anwendung innerhalb der damaligen „Rassentrennungspolitik“ derart, dass „es ein Dokument sei“, das individuell einschränkende Freiheitswirkungen bewirke und als eine jederzeit einforderbare Dokumentation über die gewährte und streng limitierte Freizügigkeit eines jeden Angehörigen einer bestimmbaren Bevölkerungsgruppe („particular race“) im Arbeitsmarkt gegenüber der Polizei und anderen Behörden dienen soll.

## Geschichte
Die späteren Gesetze gingen auf Vorschriften zurück, die von den Niederländern und den Briten im 18. und 19. Jahrhundert in der Sklavenwirtschaft der Kapkolonie eingeführt worden waren. Im 19. Jahrhundert wurden neue Erlaubnisvorschriften eingeführt, um eine zuverlässige Versorgung der Gold- und Diamantenminen mit billigen fügsamen afrikanischen Arbeitern sicherzustellen.
Das waren beispielsweise in der Kolonie Natal das Law No. 48 of 1884, in den Transkei-Territorien die Proclamation 110 und 112 of 1879 sowie 140 of 1885 und im Britisch-Betschuanaland die British Bechuanaland Proclamation 2 of 1885. Diese Regelungen waren faktisch von geringer Rechtswirkung, weil das Betreten der Kapkolonie mit eigenen Vorschriften geregelt war, hier durch die Ordinance 2 of 1837 und der Section 3 des Act 22 of 1867.
Der Native Urban Areas Act von 1923 war eine Reaktion auf die im Umfeld der Stadtzentren entstandenen Slumgebiete. Die Behörden wurden damit ermächtigt, bestimmte Stadtquartiere für die Ansiedlung der schwarzen Arbeiterschaft zu planen und zu reservieren. Es wurde ihnen auch die Möglichkeit der Ausweisung von arbeitslosen oder anderweitig missliebigen Personen eingeräumt. In der Vollzugspraxis setzte sich die Auffassung der Stallard-Kommission und 1921 noch stärker die der Transvaal-Regierung durch, wonach „der Eingeborene nur dann die Erlaubnis haben sollte, die Städte zu betreten, wenn er gewillt sei, dem Bedürfnis der Weißen zu entsprechen und zu dienen und wieder zu gehen, sobald er seinen Dienst beendet habe“. Der Zustrom in die Städte hielt allerdings an. Diese Entwicklung veranlasste die südafrikanische Regierung im Jahre 1937 den Native Laws Amendment Act (Änderungsgesetz zum Native Urban Areas Act von 1923) zu erlassen, der bei einem Überangebot von Arbeitskräften die behördliche Ermächtigung einräumte, deren Zustrom weiter zu beschränken. Das vollzog sich mit einer verschärften Bewilligungspraxis über die Arbeitsdokumente. Nach der Wahl von 1948 knüpfte man daran an. Deshalb kam es 1952 zu weiteren Beschränkungen für den Arbeitsaufenthalt schwarzer, meist männlicher Arbeitskräfte in den Städten. Ein uneingeschränktes Bleiberecht wurde nur jenen Personen gewährt, die in den Städten geboren, die seit 10 Jahren bei einem Arbeitgeber beschäftigt waren oder die seit 15 Jahren kontinuierlich in der Stadt lebten und für verschiedene Arbeitgeber tätig gewesen sind.
Die United Party veranlasste 1946 die Gründung der Fagan-Kommission unter dem Vorsitz des Richters Henry Allan Fagan, um die Rechtslage der schwarzen Bevölkerung in den industriellen Ballungsgebieten in Verbindung mit den bestehenden Regelungen der „Passgesetze“ sowie innerhalb des Systems der Wanderarbeit detailliert zu untersuchen. Die Ergebnisse wurden als Regierungsbericht im März 1948 unter der Nummer UG 28/1948 veröffentlicht. Als Kernaussage in diesem Bericht gilt die Feststellung, dass die Zuwanderung der schwarzen Bevölkerung in die von der weißen Bevölkerung verwalteten Areale ein logisches ökonomisches Phänomen sei, das einer Regulierung und Führung bedürfe. Zu den zahlreichen Vorschlägen zählte die Errichtung eines Netzwerks von Arbeitsagenturen sowie Maßnahmen zur massiven Milderung und anstrebenswerten Abschaffung der bisherigen Verfahrensweise mit den „Arbeitspässen“. Premierminister Jan Christiaan Smuts kündigte vor den Parlamentswahlen 1948 an, Vorschläge der Kommission nach erfolgreicher Wahl umzusetzen. Die Herenigde Nasionale Party unter Daniel François Malan und ihre Verbündeten vertraten eine dazu konträre Auffassung. Dieses Meinungslager gewann die Wahl.
Die Apartheidpolitik führte nach ihren Ansichten eine Arbeitsmarktregulierung durch eine „Trennung auf natürlicher Basis“ herbei, um die „weiße“ Vorherrschaft zu sichern. Demnach erhielten die schwarzen Arbeitskräfte zur Erhaltung des „weißen Charakters“ der meisten Städte lediglich den Status als Besucher, die deren eigene Ansprüche auf politische und soziale Rechte in den Städten ausschlossen. Die „Passgesetze“ regelten daher die behördlichen Zustimmungen oder Versagungen für Aufenthalts- und Arbeitsgenehmigungen sowie allgemeine Einschränkungen der Freizügigkeit. Mit diesen Mitteln übernahm der Staat eine politisch-administrative Vormundschaft über den größten Teil der südafrikanischen Bevölkerung. Auf diesen Grundlagen wurde der freie Arbeitsmarkt im Inland aufgehoben und durch zentral gesteuerte Rekrutierungsbüros ersetzt.
Das Central Reference Bureau war mit der Ausstellung dieser Dokumente beauftragt, zu deren Kern eine Identitätskarte („identity card“) mit „Passbild“ zählte, die auf Basis des Population Registration Act, No. 30 of 1950 ausgegeben wurde und auch einen Fingerabdruck des Inhabers enthielt. Es gab für Männer und Frauen jeweils etwas voneinander abweichende Referenzbücher.

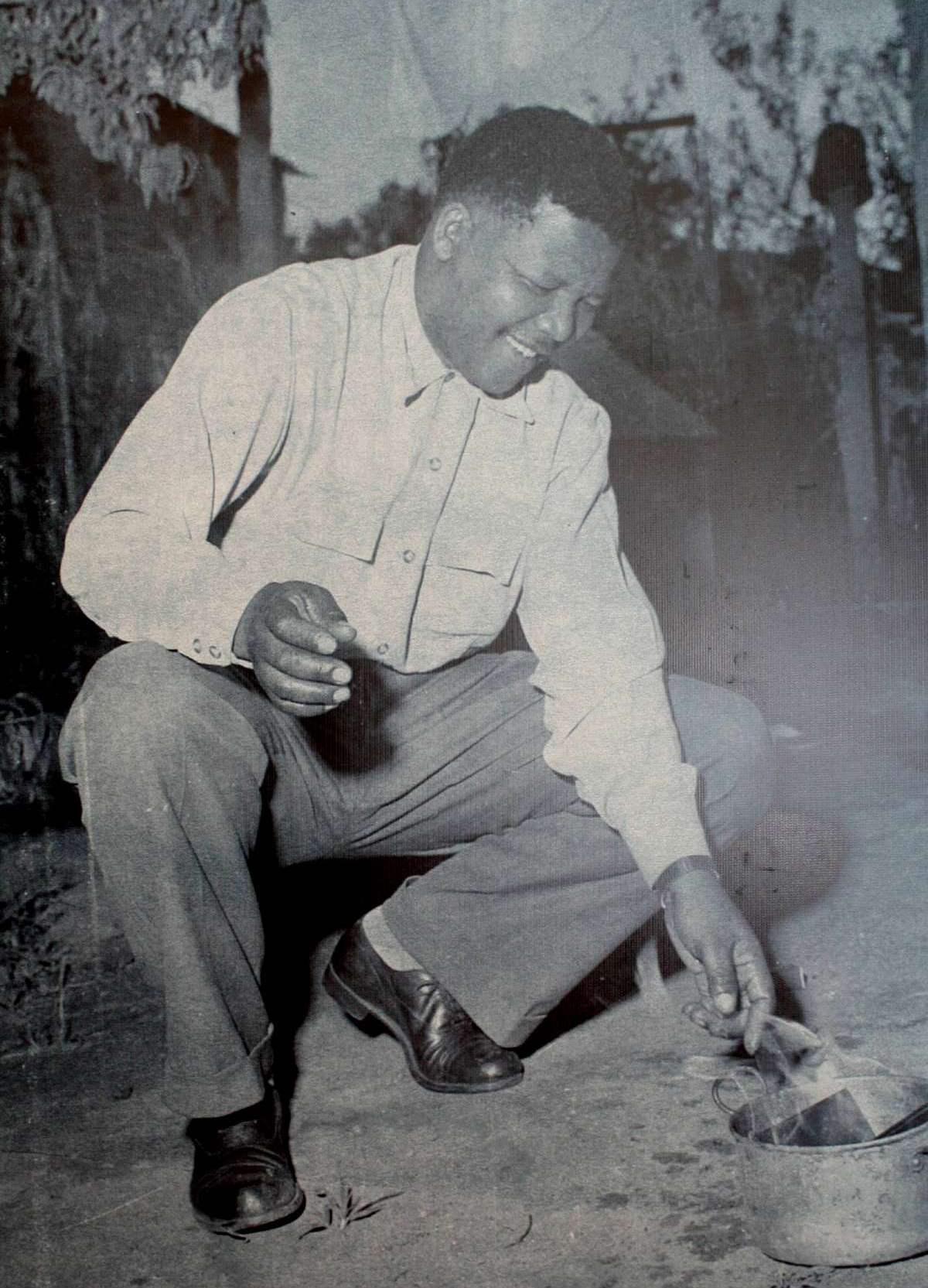
Nelson Mandela bei der Verbrennung seines Reference Book (1960)

Im Jahr 1952 führte die südafrikanische Regierung mit dem Natives Abolition of Passes and Co-Ordination of Documents Act, No. 67 of 1952 ein noch strengeres Gesetz ein, das die schwarzen Männer im Alter über 16 Jahre verpflichtete, anstelle des zuvor verwendeten Pass Book dauernd ein Reference Book („Referenzbuch“) bei sich zu tragen, das persönliche Informationen und die Beschäftigungsbiographie enthielt. Die zur Arbeit in die Städte eingewanderten Schwarzen waren überwiegend Männer. Deren Familien verblieben traditionell in ihren Heimatorten, die meist in ländlichen Gebieten lagen. In den 1950er Jahren zogen jedoch immer mehr Frauen mit den Kindern zu ihren Männern in die Städte und hielten sich dort als Nicht-Beschäftigte auf. Das vergrößerte den Personenkreis, der von der weißen Bevölkerung als unerwünscht betrachtet wurde. Daher dehnte man die Anwendung der „Passgesetze“ schrittweise auf Frauen sowie Angehörige unter 18 Jahren aus. Die Mitführungspflicht für Frauen, wenn sie sich länger als 72 Stunden in den Stadtgebieten aufhielten, gab es in Johannesburg seit 1959 und in Kapstadt seit 1963. Im Mai 1964 wurden die erschwerenden Nachzugsregelungen im gesamten Land vereinheitlicht. Für Personen mit Geburtsort in Südwestafrika fanden die Regelungen weitgehend gleiche Anwendung.
Die Schwarzen waren oft gezwungen, wissentlich oder unwissentlich gegen diese Passgesetze zu verstoßen, damit sie Arbeit für die Unterhaltung ihrer Familien finden konnten. Die daraus resultierenden Belästigungen, Geldstrafen und Verhaftungen waren für die schwarze städtische Bevölkerung eine dauernde Bedrohung. Die Proteste gegen diese erniedrigenden Gesetze nährten die Antiapartheid-Bewegung, was von der Defiance Campaign in den Jahren 1952 bis 1953 über die massiven Frauenproteste vor den Union Buildings in Pretoria im August 1956 bis zur Verbrennung der „Arbeitspässe“ bei einem Polizeirevier südlich von Johannesburg im Jahr 1960 führte. Letztere endete im Massaker von Sharpeville, das 69 Menschenleben forderte. Besonderes politisches Gewicht innerhalb der südafrikanischen Bevölkerung erhielt die Ablehnung der Referenz-Bücher durch die demonstrativ öffentliche Verbrennung seines Dokuments durch den damaligen ANC-Vorsitzenden Albert Luthuli. Er erklärte auf diese Weise seine persönliche Solidarität und die seiner Organisation mit den Opfern von Sharpeville, da die schließlich blutig endende Demonstration vom PAC, unter Führung von Robert Sobukwe einberufen worden war.
In den 1970er- und 1980er-Jahren wurden viele Schwarze, die gegen die Passgesetze verstoßen hatten, in die verarmten ländlichen Homelands deportiert. Die Anwendung der Passgesetze wurde immer nutzloser und teurer, so dass sie 1986 aufgehoben wurden. Bis zu diesem Zeitpunkt waren auf Grund von Vergehen gegen die sogenannten Passgesetze mehr als 17 Millionen Personen festgenommen worden.

## Personen aus Betschuanaland, Basutoland, Swasiland
Für den Aufenthalt und die Arbeitsgenehmigung von Personen aus den High Commission Territories (Betschuanaland, Basutoland, Swasiland) bestanden ähnliche Bestimmungen, nur dass primär noch die Regelungen des Immigrants Regulation Act, Act No. 22 of 1913 (Einwanderungsgesetz) und des Aliens Act, Act No. 1 of 1937 (Ausländergesetz) zur Anwendung kamen. Verstöße konnten mit Gefängnis oder Ausweisung geahndet werden. Genauere Regelungen, vor allem zum bewilligten Aufenthaltsgebiet, traf die Bantu Administration und nur mit befristeter Gültigkeit. Es wurde dabei zwischen urban areas („weiß“ verwaltete Siedlungsareale) und proclaimed area (Gebiet mit Sonderstatus für Schwarze) unterschieden.
Auch diese Dokumente enthielten Angaben zum Namen, Personenkennziffer, Geschlecht, Gruppenzugehörigkeit, Stammeszugehörigkeit, Nationalität, Steuerzahlungsauflagen sowie eine Fotografie und den Fingerabdruck. Ferner waren genaue Angaben zum Arbeitgeber, das Anstellungsdatum, die monatliche Bestätigung des Arbeitgebers und das Datum des Beschäftigungsendes einzutragen. Mit dem Railways and Harbours Control and Management (Consolidation) Act, Act No. 70 of 1957 war es untersagt, dass dieser Personenkreis die darunter fallenden Beförderungsmittel benutzen durften, um in andere Gebiete außerhalb ihres Zuweisungsbereiches zu gelangen.
Migranten aus anderen afrikanischen Ländern war es verboten, in ähnlicher Weise nach Südafrika zwecks Arbeitssuche einzuwandern.

## Südrhodesien
In Südrhodesien galten ähnliche Regelungen für die Kontrolle der männlichen Schwarzen im arbeitsfähigen Alter über 16 Jahre. Diese benötigten die identity card (Personalausweis) und das registration certificate (Registrierungsdokument). Letzteres wurde „situpas“ genannt und enthielt Angaben zum Familienkreis, zuständigen Häuptling (Chief), Herkunftsgebiet, einen Fingerabdruck, Körpermerkmale, Steuerpflicht, dem Arbeitgeber, der Lohnsumme und das Datum des Beschäftigungsendes. Das Apartheidsystem in Südrhodesien unterschied sich in einigen grundsätzlichen Fragen von dem in Südafrika.
Erleichterungen gab es durch die alleinige Erteilung einer identity card für Personen über 25 Jahren und mit Zuerkennung einer Klasse durch Ministererlaubnis im Benehmen mit dem Chief Native Commissioner („Oberster Eingeborenenkommissar“). Entsprechend dieser Klassifizierung betraf das den folgenden Personenkreis: Parlamentsmitglieder, Chiefs, Headmans, Grundeigentümer, Personen mit Bildungsgrad ab Standard VI (etwa 8. Klasse), Geschäftsinhaber mit einer solchen Praxis von mehr als zehn Jahren sowie Inhabern von einem über fünf Jahre gültigen master farmer’s certificate (eine Art Landwirtschaftsdiplom) oder Personen, die der Minister of Native Affairs für geeignet hielt.

## Weiterführende Literatur
- South Africa. Native Laws Commission (Department of Native Affairs, Redaktion: Henry Allan Fagan, Chairman): Report of the Native Laws Commission, 1946–48. The Government Printer, Pretoria 1948, 84 S.
- Helen Suzman: A digest of the Fagan report: the Native Laws (Fagan) Commission. (= Donaldson blue print series, Vol. 1), South African Institute of Race Relations, Johannesburg 1952, 22 S.